# Área de Conservação da Paisagem de Uue-Võidu
A Área de Conservação da Paisagem de Uue-Võidu é um parque natural localizado no condado de Viljandi, na Estónia.
A área do parque natural é de 52 hectares.
A área protegida foi fundada em 1964 para proteger o Lago de Karula, o Parque de Karula e os seus arredores.